# Лабазанов, Чингиз Сулейманович
Чинги́з Сулейма́нович Лабаза́нов (род. 18 апреля 1991, Мартыновский район, Ростовская область) — российский борец греко-римского стиля, чемпион России, бронзовый призёр Европейских игр 2015 года, призёр чемпионата Европы, чемпион мира 2014 года, Заслуженный мастер спорта России.

## Биография
Чеченец. Родился 18 апреля 1991 года. Заниматься борьбой начал с восьми лет. Первыми тренерами были А. Б. Дугучиев и А. М. Чубаров.
В июне 2014 года в подмосковном Раменском Лабазанов стал чемпионом России по греко-римской борьбе. В финале весовой категории до 71 кг он оказался сильней Юрия Денисова.
В сентябре 2014 года Лабазанов стал победителем чемпионата мира в Ташкенте (Узбекистан). В финале россиянин победил турка Юнуса Озеля со счетом 3:1.

## Достижения
- Победитель первенства мира среди юниоров (2011)[2].
- Чемпионат России по греко-римской борьбе 2014 года — ;
- Чемпионат России по греко-римской борьбе 2015 года — ;
- Чемпионат России по греко-римской борьбе 2016 года — ;
- Победитель Гран-при Ивана Поддубного (2014, 2016, 2017)[5];
- Чемпионат России по греко-римской борьбе 2019 года — ;
- Чемпионат России по греко-римской борьбе 2021 года — ;

## Семья
Старший брат Ибрагим Лабазанов — чемпион России по греко-римской борьбе, мастер спорта России международного класса.